# AQ Водолея
AQ Водолея (лат. AQ Aquarii) — одиночная переменная звезда в созвездии Водолея на расстоянии (вычисленном из значения параллакса) приблизительно 84278 световых лет (около 25840 парсеков) от Солнца. Видимая звёздная величина звезды — от более +15m до +11,3m.

## Характеристики
AQ Водолея — красная пульсирующая переменная звезда, мирида (M) спектрального класса M. Эффективная температура — около 3000 К.